# Deutschordenskommende Freiburg

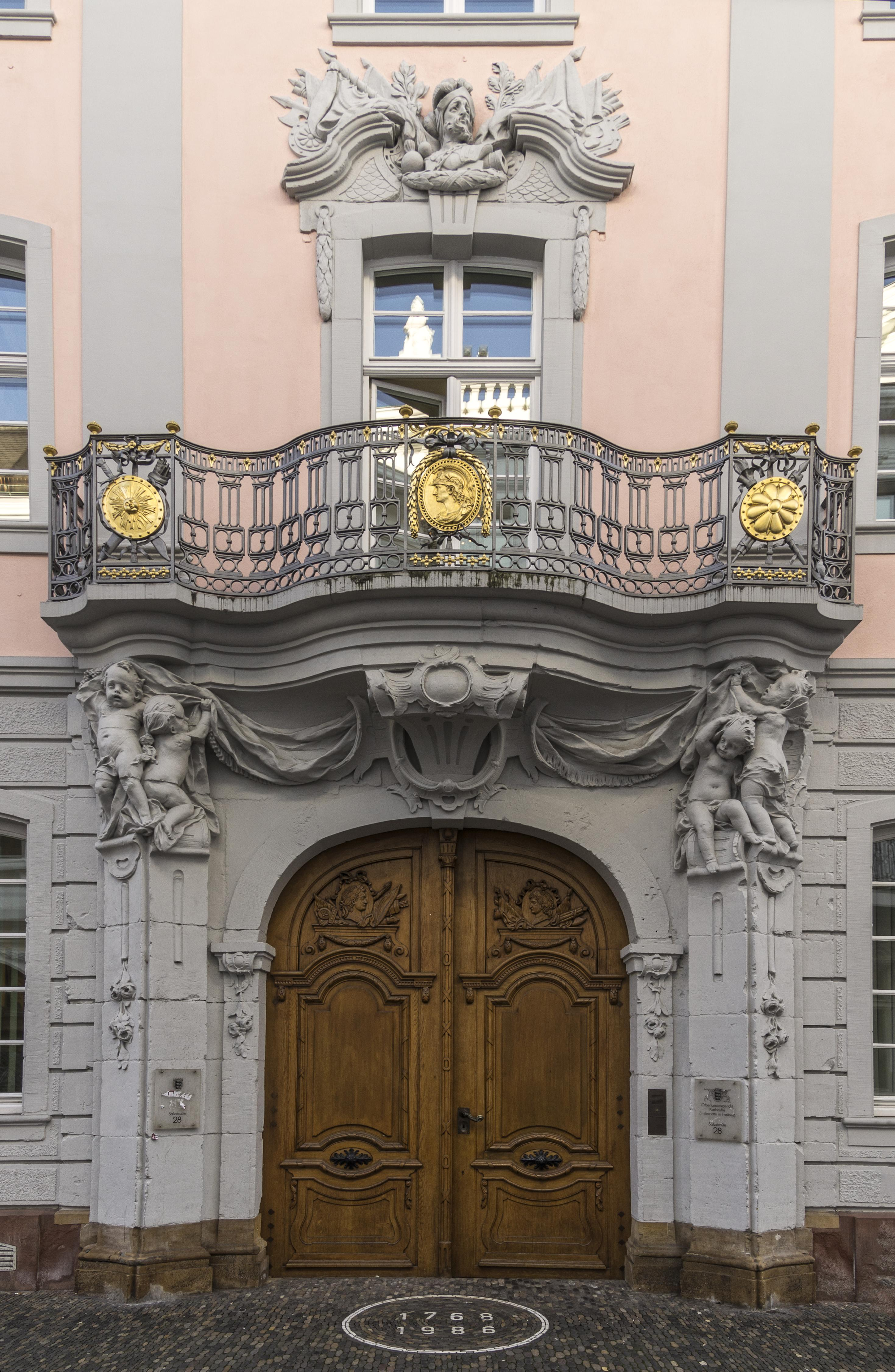
Ehemaliges Deutschordenshaus in Freiburg im Breisgau

Die Deutschordenskommende Freiburg war eine 1258 erstmals urkundlich erwähnte Niederlassung des Ordens der Brüder vom Deutschen Haus Sankt Mariens in Jerusalem in Freiburg im Breisgau, die zur Deutschordensballei Schwaben-Elsass-Burgund gehörte. Durch Säkularisation wurde die Kommende 1806 dem Kurfürstentum Baden einverleibt, das auch dessen Besitzungen übernahm.

## Geschichte
In einer Urkunde aus dem Jahr 1258 wird bereits der Deutsche Orden in Freiburg erwähnt, wobei allerdings unklar bleibt, ob es bereits eine Kommende gab. 1263 schenkte Graf Konrad I. von Freiburg dem Orden ein Grundstück in der Stadt beim Mönchstor. Zwischen 1272 und 1485 erwarb der Orden den Kirchensatz einer Anzahl breisgauischer Dörfer (Kappel, Pfaffenweiler, Ballrechten, Bötzingen, Buchheim, Denzlingen, Glottertal, Herdern, Ihringen, Malterdingen, Merdingen, Oberhausen, Wasenweiler). 1292 kam es zwischen dem Orden und den Bürgern der Stadt zu einem ernsthaften Konflikt. Der Orden hatte zwei Bürger vor die eigene Gerichtsbarkeit gezogen und durch Urteil blenden lassen. Die Bürger zerstörten daraufhin die Komturei und vertrieben den Orden aus der Stadt. Die Stadt wurde allerdings durch das Reich gezwungen, den Orden zu entschädigen und auf eigene Kosten die Komturei wieder aufzubauen.
Nach der Reformation wurden aus den Kommenden des Deutschen Ordens zunehmend „Versorgungsanstalten des katholischen niederen Adels“.
Nach der Eroberung Freiburgs durch die Franzosen 1677 baute Vauban Freiburg zur Festung aus, wobei u. a. die Vorstadt Neuburg – und damit auch die dort befindliche Komturei – abgerissen wurde. Der Orden ließ sich dann 1684 im Zentrum der Stadt beim Augustiner-Kloster nieder. Als die Stadt 1713 wiederum hohe Kontributionen an die französische Besatzung zahlen musste, half der Deutsche Orden mit einem Darlehen aus, wofür er sich seine Privilegien zusichern ließ und innerstädtische Grundstücke erwarb.
Die Kommende galt im 18. Jahrhundert als wohlhabend. Nebst zahlreichen Gütern und Rechten in vielen Breisgauer Dörfern hatte die Kommende die Ortsherrschaft in Wasenweiler, Littenweiler (zur Hälfte) und Merdingen (zwei Drittel). Politischen Einfluss übte sie durch ihren Sitz auf der Prälatenbank der Breisgauer Landstände aus. Nachdem im Frieden von Preßburg Ende 1805 der Breisgau dem Kurfürstentum Baden zugesprochen worden war, erfolgte 1806 auch die Säkularisation der Kommende Freiburg.

## Ordenshaus
1744 wurde das Ordenshaus durch französischen Artilleriebeschuss beschädigt. Die Schäden waren zwar bald wieder behoben, aber auf Betreiben des Landkomturs Christian Moritz von Königsegg-Rothenfels wurde 1768 nach Plänen von Franz Anton Bagnato der Bau eines neuen Stadtpalais begonnen und 1774 abgeschlossen. An der Fassadendekoration arbeitete auch Joseph Hörr.
Bagnatos Barock-Palais wurde am 27. November 1944 bei einem Fliegerangriff zerstört. 1986 wurde auf dem Grundstück ein Justizpalast errichtet, der heute zum Landgericht Freiburg gehört, wobei die Barockfassade des ehemaligen Deutschordenshauses rekonstruiert wurde.